# 해달 보전활동

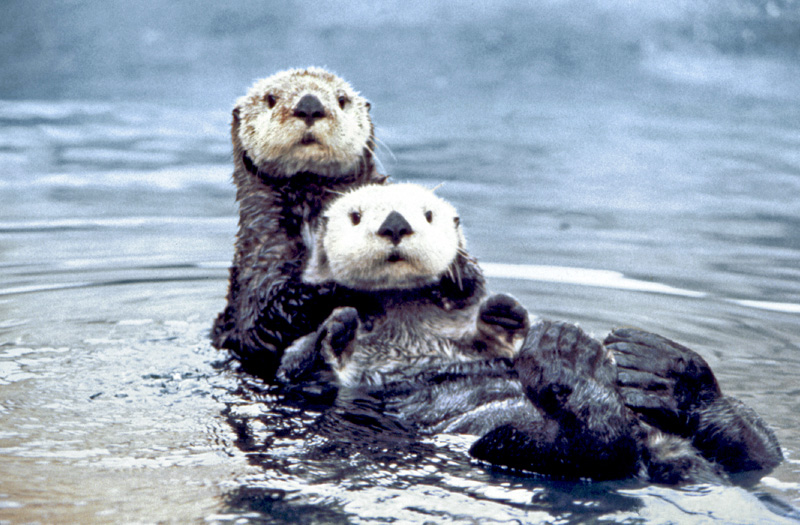
올림픽 해안 국립 해양보호구역의 해달. 1969년 ~ 1970년에 알래스카에서 이곳으로 옮겨온 것이다.

해달 보전활동(海獺保護活動; sea otter conservation)은 20세기 초에 시작되었다. 당시 해달은 대규모의 상업적 수렵으로 인해 멸종위기에 처해 있었다. 일찍이 해달은 북태평양 일대, 즉 일본 북부, 알래스카, 멕시코에 걸쳐 널리 분포하고 있었다. 하지만 1911년까지 모피를 노린 수렵으로 인하여 해달의 개체수는 인간의 손이 닿지 않는 변두리 구석을 중심으로 2000 마리까지 격감했다.
그 뒤 20세기에는 러시아 극동부, 서알래스카, 캘리포니아의 생존 개체로부터 해달의 개체수가 증가하였다. 1960년대부터는 과거 해달이 서식한 지역으로 인공적 이동도 진행되어 북아메리카 서해안에 걸쳐 넓게 분포시키는 데 성공했다. 그 이외 지역에서도 재도입이 성공한 곳이 있어, 해달 보전활동은 해양생물 보전활동 중 가장 성공한 사례 중 하나로 꼽히고 있다.
그런데 근래 들어, 해달의 서식지로서 중요한 2개소에서 해달의 개체수 증가가 멈추거나 오히려 감소하는 현상이 일어나고 있다. 특히 알류샨 열도에서는 지난 수십년 간 큰 폭으로 감소하고 있는데, 그 원인은 불분명하지만 해달의 개체수 감소는 포식자인 범고래 개체수 증가와 경향성이 있다. 1990년대 캘리포니아에서는, 알래스카와는 다른 원인으로 개체수 증가가 멈추었다. 성체 해달의 전염병 이환율이 높아졌기 때문이다. 캘리포니아의 해달이 왜 병에 걸리게 된 것인지는 알 수 없다. 또한 해달은 석유 유출로 인한 오염에 비정상적으로 취약하며, 그 피하고 보고되고 있다. 국제 자연 보전 연맹(IUCN)은 해달을 멸종 위기종으로 지정하고 있다.

## 서적 인용
- VanBlaricom, Glenn R. (2001). 《Sea Otters》. Stillwater, MN: Voyageur Press Inc. ISBN 0-89658-562-X.